# Houlbec-Cocherel
Houlbec-Cocherel és un municipi francès situat al departament de l'Eure i a la regió de Normandia. L'any 2007 tenia 1.344 habitants.

## Demografia

### Població
El 2007 la població de fet de Houlbec-Cocherel era de 1.344 persones. Hi havia 478 famílies, de les quals 64 eren unipersonals (20 homes vivint sols i 44 dones vivint soles), 171 parelles sense fills, 223 parelles amb fills i 20 famílies monoparentals amb fills.
La població ha evolucionat segons el següent gràfic:
Habitants censats

### Habitatges
El 2007 hi havia 591 habitatges, 492 eren l'habitatge principal de la família, 80 eren segones residències i 19 estaven desocupats. 577 eren cases i 9 eren apartaments. Dels 492 habitatges principals, 450 estaven ocupats pels seus propietaris, 35 estaven llogats i ocupats pels llogaters i 8 estaven cedits a títol gratuït; 3 tenien una cambra, 11 en tenien dues, 27 en tenien tres, 65 en tenien quatre i 387 en tenien cinc o més. 420 habitatges disposaven pel capbaix d'una plaça de pàrquing. A 167 habitatges hi havia un automòbil i a 317 n'hi havia dos o més.

### Piràmide de població
La piràmide de població per edats i sexe el 2009 era:
| Homes | Edats   | Dones |
| ----- | ------- | ----- |
| 0     | 95 o +  | 0     |
| 0     | 90 a 94 | 0     |
| 0     | 85 a 89 | 8     |
| 0     | 80 a 84 | 4     |
| 8     | 75 a 79 | 24    |
| 16    | 70 a 74 | 12    |
| 20    | 65 a 69 | 12    |
| 24    | 60 a 64 | 28    |
| 16    | 55 a 59 | 28    |
| 84    | 50 a 54 | 56    |
| 84    | 45 a 49 | 88    |
| 72    | 40 a 44 | 56    |
| 28    | 35 a 39 | 52    |
| 28    | 30 a 34 | 20    |
| 32    | 25 a 29 | 24    |
| 20    | 20 a 24 | 16    |
| 40    | 15 a 19 | 48    |
| 60    | 10 a 14 | 52    |
| 44    | 5 a 9   | 44    |
| 32    | 0 a 4   | 16    |

## Economia
El 2007 la població en edat de treballar era de 909 persones, 659 eren actives i 250 eren inactives. De les 659 persones actives 612 estaven ocupades (322 homes i 290 dones) i 47 estaven aturades (25 homes i 22 dones). De les 250 persones inactives 110 estaven jubilades, 76 estaven estudiant i 64 estaven classificades com a «altres inactius».

### Ingressos
El 2009 a Houlbec-Cocherel hi havia 479 unitats fiscals que integraven 1.388,5 persones, la mediana anual d'ingressos fiscals per persona era de 27.149 €.

### Activitats econòmiques
Dels 50 establiments que hi havia el 2007, 1 era d'una empresa extractiva, 1 d'una empresa alimentària, 2 d'empreses de fabricació d'altres productes industrials, 8 d'empreses de construcció, 7 d'empreses de comerç i reparació d'automòbils, 3 d'empreses d'hostatgeria i restauració, 1 d'una empresa d'informació i comunicació, 5 d'empreses financeres, 6 d'empreses immobiliàries, 9 d'empreses de serveis, 4 d'entitats de l'administració pública i 3 d'empreses classificades com a «altres activitats de serveis».
Dels 11 establiments de servei als particulars que hi havia el 2009, 1 era un taller de reparació d'automòbils i de material agrícola, 3 paletes, 2 fusteries, 2 restaurants i 3 agències immobiliàries.
Dels 2 establiments comercials que hi havia el 2009, 1 era una botiga de més de 120 m² i 1 una botiga de material de revestiment de parets i terra.
L'any 2000 a Houlbec-Cocherel hi havia 10 explotacions agrícoles que ocupaven un total de 535 hectàrees.

## Equipaments sanitaris i escolars
El 2009 hi havia una escola elemental.

## Poblacions més properes
El següent diagrama mostra les poblacions més properes.